# ТБ-тюнер

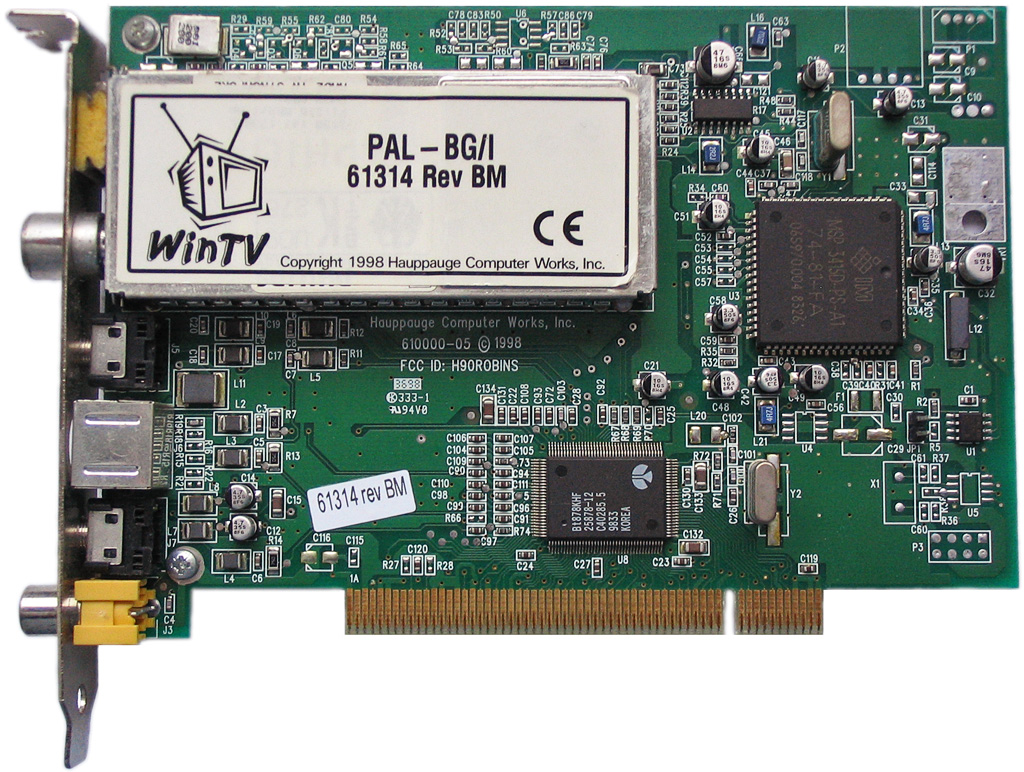
ТБ-тюнер з інтерфейсом PCI

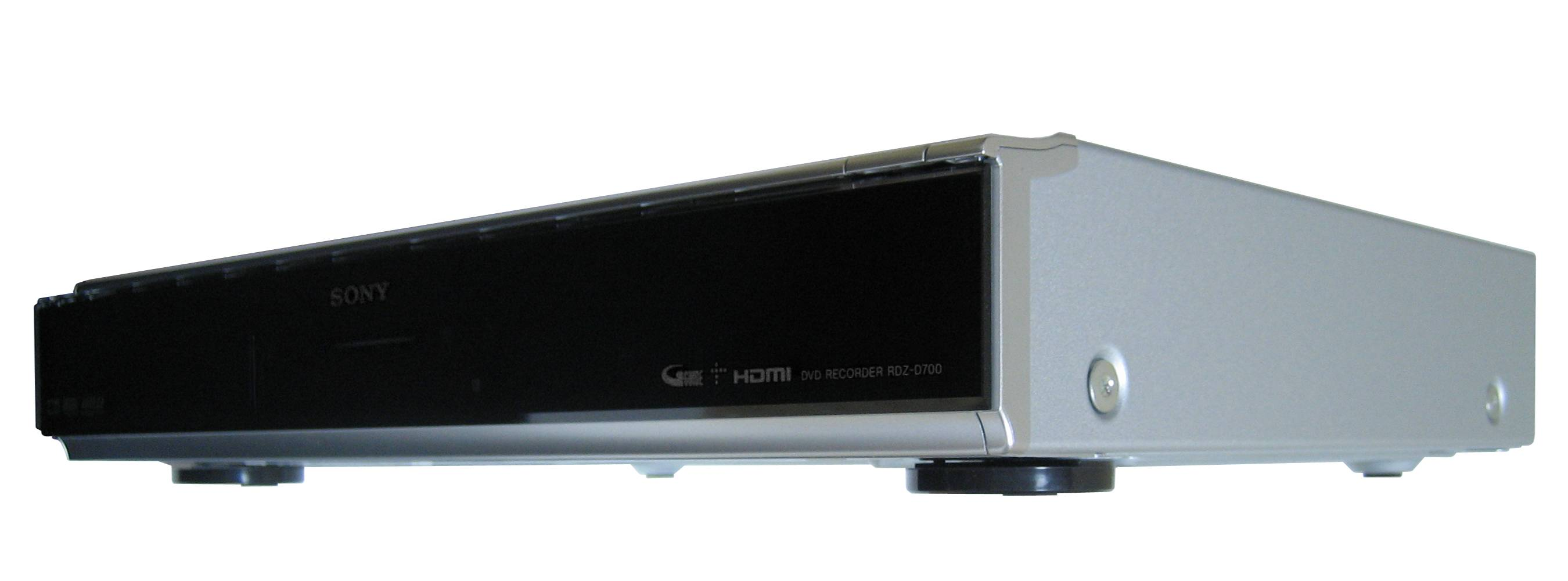
ТБ-тюнер Sony RDZ-D700

ТБ-тюнер (англ. TV tuner) — рід телевізійного приймача (тюнера), призначений для прийому телевізійного сигналу в різних форматах мовлення з показом на моніторі комп'ютера. Крім того, більшість сучасних ТБ-тюнерів приймають FM-радіостанції і можуть використовуватися для захоплення відео.

## Класифікація ТБ-тюнерів

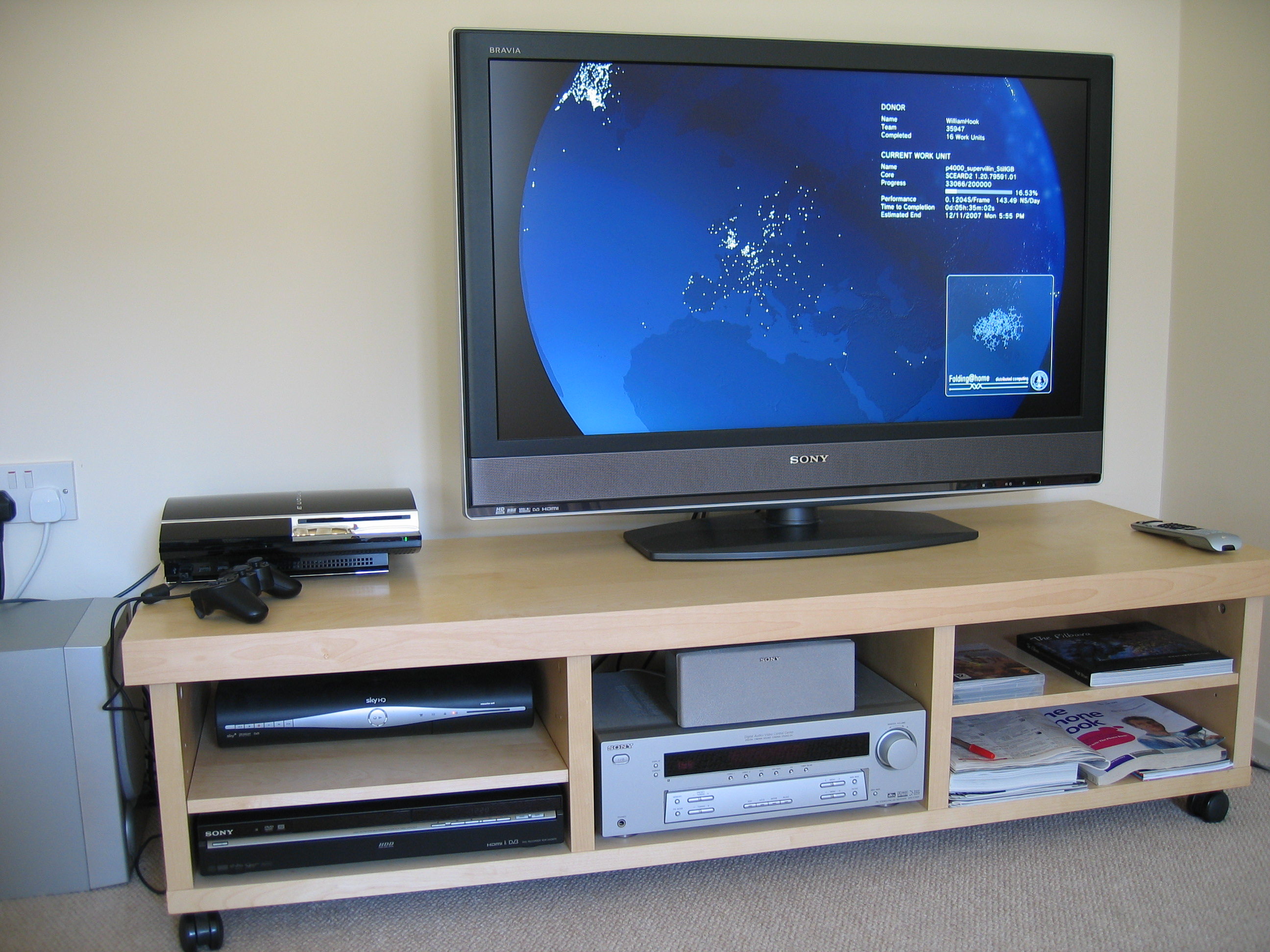
Приклад поєднання ТБ-тюнервів з одним телевізором

ТБ-тюнери дуже різноманітні і можуть класифікуватися по ряду основних параметрів, у тому числі:
- По підтримуваним стандартам телемовлення;
- За способом підключення до комп'ютера;
- По підтримуваним операційним системам.

### Класифікація за стандартами телемовлення

Зони дії цифрових стандартів ТБ

Будь-який ТБ-тюнер в змозі приймати і декодувати телевізійний сигнал в одному або декількох стандартах телемовлення.
В даний час найбільше поширення на світовому ринку отримують цифрові ТБ-тюнери, що дозволяють приймати цифровий сигнал в стандартах DVB-T (європейське ефірне цифрове мовлення), DVB-C (європейське кабельне цифрове мовлення), DVB-S (європейське супутникове цифрове мовлення), ATSC (американське цифрове мовлення), ISDB (японське і південноамериканська цифрове мовлення), DMB-T / H (китайське цифрове мовлення) .

Зони дії аналогових стандартів ТБ

Для сумісності зі старими телевізійними стандартами продовжують випускатися ТБ-тюнери, що дозволяють приймати аналогові сигнали PAL (європейське аналогове мовлення), SECAM (радянське і французьке аналогове мовлення), NTSC (американське та японське аналогове мовлення).
Як правило, чисто аналогові ТБ-тюнери в наш час[коли?] вже не випускаються, їх замінили гібридні ТБ-тюнери, що дозволяють приймати як цифровий, так і аналоговий сигнал.
У країнах СНД в наш час[коли?] на практиці використовуються стандарти SECAM і DVB-T для ефірного телемовлення та SECAM, PAL та DVB-C для кабельного.
Головна відмінність між аналоговими стандартами - частота кадрів і роздільна здатність. NTSC підтримує роздільну здатність 525 рядків відеопотоку з частотою 30 кадрів в секунду, а PAL і SECAM - 625 рядків з частотою в 25 кадрів в секунду.
Якість цифрової трансляції відео (і аудіо) значно перевершує аналогові відеостандарти, роздільна здатність може сягати 720 або 1080 рядків відео потоку, при цьому відсутні спотворення зображення. У той же час, сам по собі цифровий спосіб кодування зображення не обов'язково означає збільшення роздільної здатності: цифрові канали можуть кодуватися в стандартній чіткості, відповідній аналоговим, або підвищеної чіткості (HDTV), тобто у високій роздільній здатності.
У системах цифрового телемовлення може використовуватися кодування інформації, що вимагає установки в ТБ-тюнер спеціальних смарткарт для декодування платних каналів (зокрема, це повсюдно поширене в системах супутникового телебачення і часто використовується в кабельних системах). Однак, установку модуля PCI для смарткарти підтримують далеко не всі цифрові ТБ-тюнери, більшість моделей для ефірного та кабельного телемовлення в наш час[коли?] випускаються без цієї можливості і, таким чином, придатні для прийому тільки безкоштовних цифрових каналів.

### Класифікація за способом підключення до комп'ютера

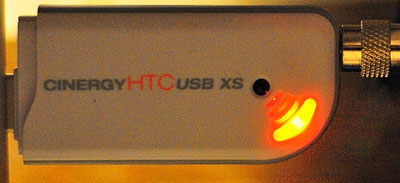
ТБ-тюнер з інтерфейсом USB

Найзагальнішим є поділ ТБ-тюнерів на внутрішні і зовнішні, залежно від їх розташування відносно корпусу системного блоку комп'ютера. Точнішим є поділ за інтерфейсом підключення.
На сьогоднішній день найпоширеніші ТБ-тюнери з інтерфейсами USB, PCI, PCI Express та CardBus. Також існують моделі з інтерфейсом FireWire і застарілими ISA, PC Card.
Окремо стоять ТБ-тюнери, що підключаються безпосередньо до відеоінтерфейсу між комп'ютером і монітором, тобто DVI або VGA. Вони не вимагають підтримки з боку операційної системи і прикладного програмного забезпечення комп'ютера, тому що виводять телевізійну картинку на монітор незалежно від комп'ютера. Перевагами таких тюнерів є універсальність по відношенню до операційних систем, недоліками - неможливість запису відео і зазвичай не дуже висока максимально допустима роздільна здатність монітора, яка обмежується продуктивністю тюнера при обробці відеопотоку.

### Класифікація за підтримуваним операційним системам

ТБ-тюнер AVerTV Studio фірми AVerMedia

Переважна більшість ТБ-тюнерів штатно комплектується підтримкою для операційної системи Microsoft Windows. Також для Windows доступна значна кількість альтернативних програм для роботи з ТБ-тюнерами, які, як правило, використовують драйвер виробника, але відрізняються інтерфейсною оболонкою.
Деякі ТБ-тюнери штатно поставляються з підтримкою Mac OS X або підтримуються програмним забезпеченням незалежних розробників для цієї системи (в основному популярність здобула програма EyeTV фірми Elgato , яка в полегшеній версії також зазвичай входить в комплект поставки обладнання, що декларує підтримку Mac OS X). Як правило, це пристрої з інтерфейсом USB, зважаючи на найбільш широке поширення цього інтерфейсу на комп'ютерах Macintosh.
ТБ-тюнери, що підключаються до відеоінтерфейсу монітора, здатні працювати з будь-якими операційними системами.

## Чипсет
Знання чипсета ТБ-тюнера корисно при пошуку (виборі) драйвера пристрою в операційних системах, відмінних від сімейства Microsoft Windows.
Крім того, чипсет частково визначає технічні характеристики ТБ-тюнера. В наш час[коли?] всі чипсети забезпечують приблизно аналогічну за якістю картинку.
Для аналогового ТБ-тюнера значний вплив на якість картинки надає схемотехніка і конструкція аналогової частини, що не входить до складу чипсета.

## Апаратна підтримка стиснення відео
Деякі ТБ-тюнери додатково оснащуються апаратною підтримкою стиснення відео (також званої апаратним енкодером) для форматів MPEG-1, MPEG-2 або H.264. Така підтримка дозволяє виконувати стиснення відео для запису у відеофайл, не завантажуючи обчисленнями центральний процесор комп'ютера, і таким чином прискорити стиснення даних і звільнити центральний процесор для інших завдань. Апаратна підтримка стиснення відео може бути доступна в базовому комплекті пристрою або, іноді, у вигляді додаткової опції.

## Подвійні ТБ-тюнери
ТБ-тюнер налаштовується на радіосигнал однієї частоти, тому іноді в систему встановлюють два ТБ-тюнера, для того щоб одночасно дивитися один канал і записувати інформацію з іншого. Існують спеціальні подвійні (або дуальні) ТБ-тюнери, в яких у одному пристрої штатно суміщені два приймача.

## Комбіновані ТБ-тюнери
Комбіновані ТБ-тюнери конструктивно суміщені з відеокартою (з архітектурної точки зору будучи, як правило, окремим пристроєм на шині PCI / AGP). Найширший асортимент подібних пристроїв пропонує компанія ATI (лінійка All-In-Wonder). Проблема комбінованих ТБ-тюнерів в тому, що сам тюнер застаріває значно повільніше, ніж графічні відеокарти. Для країн СНД також істотно, що продукти лінійки ATI All-in-Wonder не підтримують стандарт SECAM.

## Пульт дистанційного керування
Часто в комплект ТБ-тюнера входить пульт дистанційного керування, який використовується так само, як і у випадку звичайного телевізора. У багатьох випадках, за допомогою спеціального програмного забезпечення, надається можливість призначити на події натискання кнопок пульта виклик програм користувача, не обов'язково пов'язаних з переглядом телепередач.